# TomTom
TomTom N.V. е нидерландски производител на навигационни системи и е доставчик на геоданни, както и телеметрични данни и решения за морска навигация.

## История
Основана през 1991 г. от Peter-Frans Pauwels и Pieter Geelen в Амстердам под името Palmtop, от самото си създаване компанията разработва приложения за PDA. През 1994 г. ръководството е подсилено от французойката Corinne Goddijn-Vigreux, предприемач и мениджър, която преди това е работила за производителя на PDA Psion. През 2001 г. Харолд Годдийн, преди това главен изпълнителен директор на Psion, я последва, а компанията е преименувана на TomTom. През 2001 г. е произведена TomTom Navigator, първата мобилна навигационна система за моторни превозни средства. Днес TomTom е един от водещите световни разработчици на навигационни системи и е пазарен лидер в Европа в тази област. TomTom обслужва и пазара на Северна и Централна Америка, така че компанията предлага продуктите си в общо 30 държави и разполага с над 20 различни езикови версии за тази цел.
Компанията е регистрирана на NYSE Euronext – фондовата борса в Амстердам от лятото на 2005 г. Има клонове в Лондон, Франкфурт на Майн, Берлин, Милано, Масачузетс и Тайван. От септември 2005 г. компанията притежава по-голямата част от акциите в лайпцигската компания datafactory AG – днес TomTom Telematics, която разработва компоненти за комуникация на флота.
През януари 2006 г. TomTom поглъща шотландската компания Applied Generics, която е разработила метод за определяне на плътността на трафика по сигнали на мобилните телефони. TomTom Berlin съществува от началото на 2007 г. С този продукт се прави опит да се заснеме пътната обстановка, като се използват плаващи данни за автомобилите, т.е данни за превозните средства в движеие. Това трябва да позволи навигация в зависимост от трафика. На 16 ноември 2007 г. TomTom обявява придобиването на Tele Atlas за 2,9 милиарда евро.